# Мигунов, Анатолий Николаевич
Анатолий Николаевич Мигунов (род. 1 мая 1954 года, Могойтуй) — российский государственный и политический деятель.

## Биография

### Образование
В 1981 году окончил Горьковский политехнический институт им. А. А. Жданова.
В 2004 году окончил Нижегородский государственный университет имени Н. И. Лобачевского.

### Трудовая деятельность
С мая по ноябрь 1975 года работал водителем 3 класса Автоколонны № 1161.
В 1975—1977 годах служба в Советской армии;
В 1978—1984 годах водитель 3 класса, инженер-технолог, начальник ПТО Автоколонны № 1161.
В 1984—1985 годах автомеханик Арзамасского производственного строче-вышивального объединения.
В 1985—1987 годах главный инженер Автоколонны № 1161.
В 1987—1990 годах начальник технического бюро, заместитель директора — главный инженер Арзамасского зонального автоцентра Камского Ордена Ленина производственного объединения КАМАЗ.
В 1990—1991 годах начальник Арзамасского филиала производственно-технического кооператива «ОКА».
В 1991—2000 годах директор, генеральный директор ЗАО «Пустынь».
В 1994 и 1996 годах избирался депутатом Арзамасской городской Думы.
В 2000—2012 годах глава местного самоуправления — мэр города Арзамаса; состоял в кадровом резерве губернатора Нижегородской области.
В 2002—2006 годах депутат Законодательного Собрания Нижегородской области.
В 2012—2015 годах министр внутренней региональной и муниципальной политики Нижегородской области.
В 2018 в Арзамасе было возбуждено уголовное дело в отношении бывшего мэра города, инкриминировава ч. 2 ст. 286 УК РФ – «Превышение должностных полномочий, совершенное главой местного самоуправления».

### Общественная деятельность
С 2000 года вице-президент Ассоциации малых и средних городов России.

## Награды
- Диплом Государственного комитета РФ по строительству и ЖКХ "О присуждении г. Арзамасу специального приза за высокие показатели при работе в рыночных условиях по итогам всероссийского конкурса на звание «Самый благоустроенный город России» (2001);
- Почетный диплом г. Арзамаса за хорошую работу в развитии хозяйства по итогам всероссийского конкурса на звание «Самый благоустроенный город России» (2001);
- Благодарность за внимательное и заботливое отношение к организации оказания воинских почестей и увековечиванию памяти погибших ветеранов-нижегородцев, защитников Отечества;
- Благодарственное письмо Министерства РФ по налогам и сборам за образцовое выполнение своих обязанностей (2002);
- Почетная грамота Нижегородской области (2004)[3];
- Благодарность Губернатора области мэру г. Арзамаса за большой вклад в воспитание подрастающего поколения и развитие массовой физической культуры;
- Благодарственное письмо от Полномочного Представителя Президента РФ за сохранение историко-культурных традиций.

## Семья
Женат. Жена — Татьяна Леонидовна Мигунова проректор по учебной работе Арзамасского государственного педагогического института имени А. П. Гайдара.